# フランスの地方行政区画

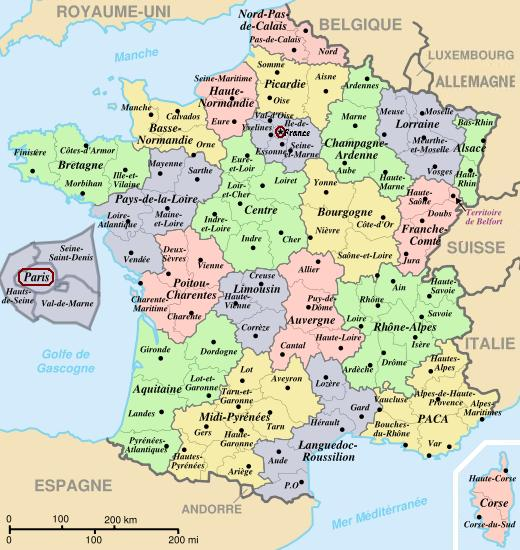
ヨーロッパにおけるフランスの地方行政区画。2016年再編前の時点における22の地域圏と首都圏に、96の県を表した地図。右下にコルシカと、左にパリの拡大図が含まれている。

以下にフランスの地方行政区画（フランスのちほうぎょうせいくかく）について県を中心として述べ、さらに一覧を示す。また海外の領土について併せて示す。

## 概要
フランスの領土は、ヨーロッパの領土（フランス・メトロポリテーヌ）とヨーロッパ以外にある海外の領土（フランス・ドゥトル＝メール）からなる。これらの領土は次のような地方行政区画に区分され統治されている。

### ヨーロッパの領土
ヨーロッパ大陸に位置する本土および周辺の島嶼からなるヨーロッパの領土は13の地域圏（レジオン、région）に大区分される。地域圏は地域圏首府に行政の中心を置く。
- 地域圏はさらにいくつかの県（デパルトマン、département） からなる。県制度はフランス王国時代の地方区分を廃して、革命後に設置されたものである。フランス領の拡大・縮小、および人口の多い県の分割による新県設置に伴い、県の数は増減してきた。
- 現在のフランスは 101 の県からなり、本土および周辺の島嶼に 96 県、海外に 5 県を置く。テリトワール＝ド＝ベルフォール県やパリ市、あるいは海外県などを除いてはアルファベット順に2桁の番号が振られる。この番号は郵便番号や自動車のナンバープレートに使用されている。地域圏首府はまた県庁所在地でもある。
- 県より下位の行政区画は
  - 郡（アロンディスマン、arrondissement） 330
  - 小郡（カントン、canton） 3880
  - 市町村（コミューン commune） 36,569
  - 規模の大きなコミューンはさらに区 (Arrondissement municipal) に分けられる。パリ、リヨン、マルセイユは合計して45の区に分けられている。
- 市町村の協力形態に750の都市共同体（2006年1月現在）がある。

### 海外の領土

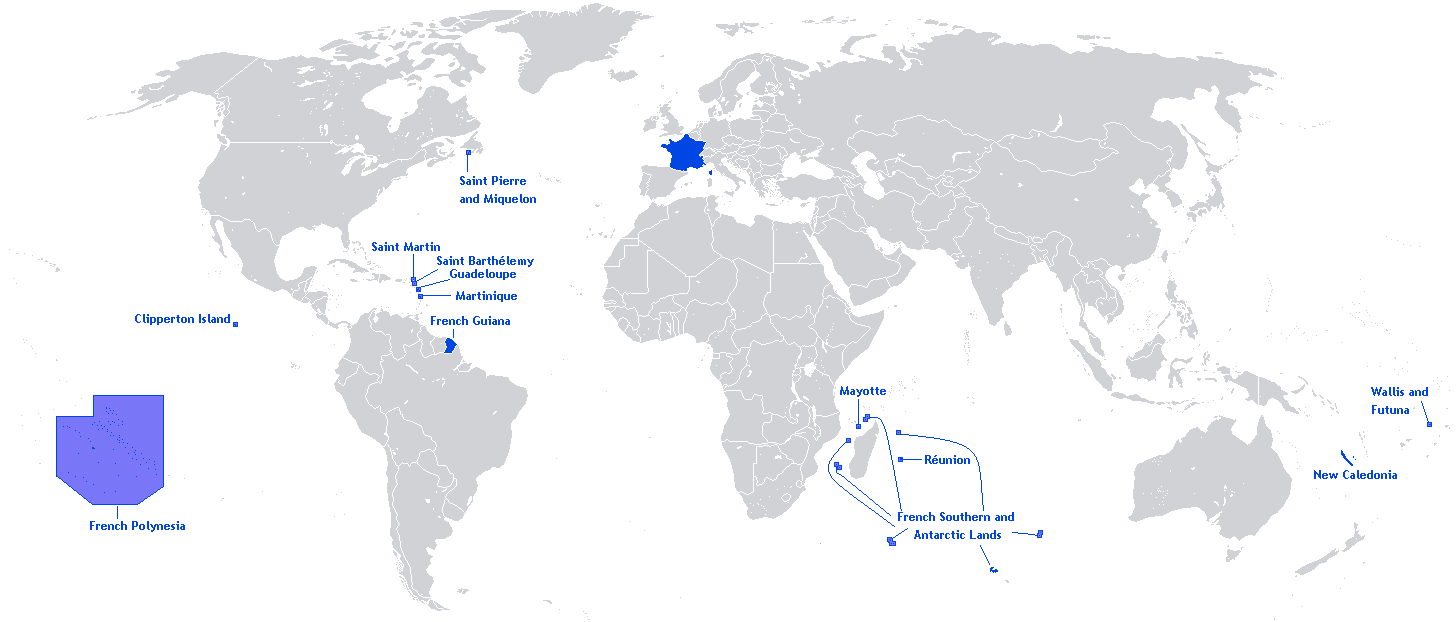
フランス本土と海外の領土

海外の領土の行政区画は県以下のレベルにおいて、5つの海外県(Départements d'outre-mer、DOM)、5つの海外準県(Collectivités d'outre-mer、COM)、特別共同体であるニューカレドニア（ヌーヴェルカレドニー、Nouvelle-Calédonie, a collectivité sui generis）、ならびに無人島嶼（南方・南極地域、インド洋無人島群、クリッパートン島）と南極大陸のアデリーランド（南方・南極地域の一部。領有権は南極条約により凍結）に分けられる。
- 海外県は第二次世界大戦後の1946年3月、臨時政府によって設置された。2003年に海外地域圏（régions d'outre-mer、ROM）が設置された。海外地域圏は4つの海外県がそのまま地域圏に指定され、事実上海外県がそのまま地域圏に昇格したようなものである。すなわち、すべての海外地域圏は県を兼ねている（DOM-ROM）（2011年に海外県に昇格したレユニオン県を除く）。
- 2001年7月に地方自治制度改革の一環として海外準県（旧法。Collectivité départementale）が設けられた。2003年3月にCollectivités d'outre-merに移行している。
- 海外領土（Territoires d'outre-mer、TOM）が海外県・海外準県に昇格することがある（本項では便宜上、フランスの行政区画の一つである（Territoires d'outre-merの訳語としての）「海外領土」と一般名詞としての「海外の領土」を意識的に使い分けている）。

### 補足
なお、本土領域を表す正式な訳語（行政単位としてでなく地域呼称）として日本の外務省は「フランス共和国のヨーロッパ県」という表記を用いている（例:2000年締結の日仏政府間ワーキング・ホリデー査証協定）。

## フランスの県を中心とした地方行政区画の一覧

### ヨーロッパの領土：県

| 番号 | 県名                                   | 県都                                       | 所属地域圏                               |
| ---- | -------------------------------------- | ------------------------------------------ | ---------------------------------------- |
| 01   | アン県                                 | ブール＝カン＝ブレス                       | オーヴェルニュ＝ローヌ＝アルプ地域圏     |
| 02   | エーヌ県                               | ラン                                       | オー＝ド＝フランス地域圏                 |
| 03   | アリエ県                               | ムーラン                                   | オーヴェルニュ＝ローヌ＝アルプ地域圏     |
| 04   | アルプ＝ド＝オート＝プロヴァンス県     | ディーニュ＝レ＝バン                       | プロヴァンス＝アルプ＝コート・ダジュール |
| 05   | オート＝アルプ県                       | ギャップ                                   | プロヴァンス＝アルプ＝コート・ダジュール |
| 06   | アルプ＝マリティーム県                 | ニース                                     | プロヴァンス＝アルプ＝コート・ダジュール |
| 07   | アルデシュ県                           | プリヴァ                                   | オーヴェルニュ＝ローヌ＝アルプ地域圏     |
| 08   | アルデンヌ県                           | シャルルヴィル＝メジエール                 | グラン・テスト地域圏                     |
| 09   | アリエージュ県                         | フォワ                                     | オクシタニー地域圏                       |
| 10   | オーブ県                               | トロワ                                     | グラン・テスト地域圏                     |
| 11   | オード県                               | カルカソンヌ                               | オクシタニー地域圏                       |
| 12   | アヴェロン県                           | ロデズ                                     | オクシタニー地域圏                       |
| 13   | ブーシュ＝デュ＝ローヌ県               | マルセイユ                                 | プロヴァンス＝アルプ＝コート・ダジュール |
| 14   | カルヴァドス県                         | カーン                                     | ノルマンディー地域圏                     |
| 15   | カンタル県                             | オーリヤック                               | オーヴェルニュ＝ローヌ＝アルプ地域圏     |
| 16   | シャラント県                           | アングレーム                               | ヌーヴェル＝アキテーヌ地域圏             |
| 17   | シャラント＝マリティーム県             | ラ・ロシェル                               | ヌーヴェル＝アキテーヌ地域圏             |
| 18   | シェール県                             | ブールジュ                                 | サントル＝ヴァル・ド・ロワール地域圏     |
| 19   | コレーズ県                             | チュール                                   | ヌーヴェル＝アキテーヌ地域圏             |
| 2A   | コルス＝デュ＝シュド県                 | アジャクシオ                               | コルス地方公共団体                       |
| 2B   | オート＝コルス県                       | バスティア                                 | コルス地方公共団体                       |
| 21   | コート＝ドール県                       | ディジョン                                 | ブルゴーニュ＝フランシュ＝コンテ地域圏   |
| 22   | コート＝ダルモール県                   | サン＝ブリユー                             | ブルターニュ地域圏                       |
| 23   | クルーズ県                             | ゲレ                                       | ヌーヴェル＝アキテーヌ地域圏             |
| 24   | ドルドーニュ県                         | ペリグー                                   | ヌーヴェル＝アキテーヌ地域圏             |
| 25   | ドゥー県                               | ブザンソン                                 | ブルゴーニュ＝フランシュ＝コンテ地域圏   |
| 26   | ドローム県                             | ヴァランス                                 | オーヴェルニュ＝ローヌ＝アルプ地域圏     |
| 27   | ウール県                               | エヴルー                                   | ノルマンディー地域圏                     |
| 28   | ウール＝エ＝ロワール県                 | シャルトル                                 | サントル＝ヴァル・ド・ロワール地域圏     |
| 29   | フィニステール県                       | カンペール                                 | ブルターニュ地域圏                       |
| 30   | ガール県                               | ニーム                                     | オクシタニー地域圏                       |
| 31   | オート＝ガロンヌ県                     | トゥールーズ                               | オクシタニー地域圏                       |
| 32   | ジェール県                             | オーシュ                                   | オクシタニー地域圏                       |
| 33   | ジロンド県                             | ボルドー                                   | ヌーヴェル＝アキテーヌ地域圏             |
| 34   | エロー県                               | モンペリエ                                 | オクシタニー地域圏                       |
| 35   | イル＝エ＝ヴィレーヌ県                 | レンヌ                                     | ブルターニュ地域圏                       |
| 36   | アンドル県                             | シャトールー                               | サントル＝ヴァル・ド・ロワール地域圏     |
| 37   | アンドル＝エ＝ロワール県               | トゥール                                   | サントル＝ヴァル・ド・ロワール地域圏     |
| 38   | イゼール県                             | グルノーブル                               | オーヴェルニュ＝ローヌ＝アルプ地域圏     |
| 39   | ジュラ県                               | ロン＝ル＝ソーニエ                         | ブルゴーニュ＝フランシュ＝コンテ地域圏   |
| 40   | ランド県                               | モン＝ド＝マルサン                         | ヌーヴェル＝アキテーヌ地域圏             |
| 41   | ロワール＝エ＝シェール県               | ブロワ                                     | サントル＝ヴァル・ド・ロワール地域圏     |
| 42   | ロワール県                             | サン＝テチエンヌ                           | オーヴェルニュ＝ローヌ＝アルプ地域圏     |
| 43   | オート＝ロワール県                     | ル・ピュイ＝アン＝ヴレ                     | オーヴェルニュ＝ローヌ＝アルプ地域圏     |
| 44   | ロワール＝アトランティック県           | ナント                                     | ペイ・ド・ラ・ロワール                   |
| 45   | ロワレ県                               | オルレアン                                 | サントル＝ヴァル・ド・ロワール地域圏     |
| 46   | ロット県                               | カオール                                   | オクシタニー地域圏                       |
| 47   | ロット＝エ＝ガロンヌ県                 | アジャン                                   | ヌーヴェル＝アキテーヌ地域圏             |
| 48   | ロゼール県                             | マンド                                     | オクシタニー地域圏                       |
| 49   | メーヌ＝エ＝ロワール県                 | アンジェ                                   | ペイ・ド・ラ・ロワール                   |
| 50   | マンシュ県                             | サン＝ロー                                 | ノルマンディー地域圏                     |
| 51   | マルヌ県                               | シャロン＝アン＝シャンパーニュ             | グラン・テスト地域圏                     |
| 52   | オート＝マルヌ県                       | ショーモン                                 | グラン・テスト地域圏                     |
| 53   | マイエンヌ県                           | ラヴァル                                   | ペイ・ド・ラ・ロワール                   |
| 54   | ムルト＝エ＝モゼル県                   | ナンシー                                   | グラン・テスト地域圏                     |
| 55   | ムーズ県                               | バル＝ル＝デュック                         | グラン・テスト地域圏                     |
| 56   | モルビアン県                           | ヴァンヌ                                   | ブルターニュ                             |
| 57   | モゼル県                               | メス                                       | グラン・テスト地域圏                     |
| 58   | ニエーヴル県                           | ヌヴェール                                 | ブルゴーニュ＝フランシュ＝コンテ地域圏   |
| 59   | ノール県                               | リール                                     | オー＝ド＝フランス地域圏                 |
| 60   | オワーズ県                             | ボーヴェ                                   | オー＝ド＝フランス地域圏                 |
| 61   | オルヌ県                               | アランソン                                 | ノルマンディー地域圏                     |
| 62   | パ＝ド＝カレー県                       | アラス                                     | オー＝ド＝フランス地域圏                 |
| 63   | ピュイ＝ド＝ドーム県                   | クレルモン＝フェラン                       | オーヴェルニュ＝ローヌ＝アルプ地域圏     |
| 64   | ピレネー＝アトランティック県           | ポー                                       | ヌーヴェル＝アキテーヌ地域圏             |
| 65   | オート＝ピレネー県                     | タルブ                                     | オクシタニー地域圏                       |
| 66   | ピレネー＝オリアンタル県               | ペルピニャン                               | オクシタニー地域圏                       |
| 67   | バ＝ラン県                             | ストラスブール                             | グラン・テスト地域圏                     |
| 68   | オー＝ラン県                           | コルマール                                 | グラン・テスト地域圏                     |
| 69   | ローヌ県およびメトロポール・ド・リヨン | リヨン                                     | オーヴェルニュ＝ローヌ＝アルプ地域圏     |
| 70   | オート＝ソーヌ県                       | ヴズール                                   | ブルゴーニュ＝フランシュ＝コンテ地域圏   |
| 71   | ソーヌ＝エ＝ロワール県                 | マコン                                     | ブルゴーニュ＝フランシュ＝コンテ地域圏   |
| 72   | サルト県                               | ル・マン                                   | ペイ・ド・ラ・ロワール                   |
| 73   | サヴォワ県                             | シャンベリ                                 | オーヴェルニュ＝ローヌ＝アルプ地域圏     |
| 74   | オート＝サヴォワ県                     | アヌシー                                   | オーヴェルニュ＝ローヌ＝アルプ地域圏     |
| 75   | パリ（旧:セーヌ県）                    | パリ                                       | イル＝ド＝フランス                       |
| 76   | セーヌ＝マリティーム県                 | ルーアン                                   | ノルマンディー地域圏                     |
| 77   | セーヌ＝エ＝マルヌ県                   | ムラン                                     | イル＝ド＝フランス                       |
| 78   | イヴリーヌ県                           | ヴェルサイユ                               | イル＝ド＝フランス                       |
| 79   | ドゥー＝セーヴル県                     | ニオール                                   | ヌーヴェル＝アキテーヌ地域圏             |
| 80   | ソンム県                               | アミアン                                   | オー＝ド＝フランス地域圏                 |
| 81   | タルヌ県                               | アルビ                                     | オクシタニー地域圏                       |
| 82   | タルヌ＝エ＝ガロンヌ県                 | モントーバン                               | オクシタニー地域圏                       |
| 83   | ヴァール県                             | トゥーロン                                 | プロヴァンス＝アルプ＝コート・ダジュール |
| 84   | ヴォクリューズ県                       | アヴィニョン                               | プロヴァンス＝アルプ＝コート・ダジュール |
| 85   | ヴァンデ県                             | ラ・ロッシュ＝シュル＝ヨン                 | ペイ・ド・ラ・ロワール                   |
| 86   | ヴィエンヌ県                           | ポワチエ                                   | ヌーヴェル＝アキテーヌ地域圏             |
| 87   | オート＝ヴィエンヌ県                   | リモージュ                                 | ヌーヴェル＝アキテーヌ地域圏             |
| 88   | ヴォージュ県                           | エピナル                                   | グラン・テスト地域圏                     |
| 89   | ヨンヌ県                               | オセール                                   | ブルゴーニュ＝フランシュ＝コンテ地域圏   |
| 90   | テリトワール＝ド＝ベルフォール県       | ベルフォール                               | ブルゴーニュ＝フランシュ＝コンテ地域圏   |
| 91   | エソンヌ県                             | エヴリー                                   | イル＝ド＝フランス                       |
| 92   | オー＝ド＝セーヌ県                     | ナンテール                                 | イル＝ド＝フランス                       |
| 93   | セーヌ＝サン＝ドニ県                   | ボビニー                                   | イル＝ド＝フランス                       |
| 94   | ヴァル＝ド＝マルヌ県                   | クレテイユ                                 | イル＝ド＝フランス                       |
| 95   | ヴァル＝ドワーズ県                     | ポントワーズ（法律上）、セルジー（事実上） | イル＝ド＝フランス                       |

### 海外の領土

#### 海外県および海外地域圏
| 番号 | 県名                                                                                      | 県都                               | 備考                       |
| ---- | ----------------------------------------------------------------------------------------- | ---------------------------------- | -------------------------- |
| 971  | グアドループ県(Guadeloupe)-グアドループ地域圏                                             | バステール                         | カリブ海                   |
| 972  | マルティニーク県(Martinique)-マルティニーク地域圏                                         | フォール・ド・フランス             | カリブ海                   |
| 973  | フランス領ギアナ（ギュイヤンヌ・フランセーズ県）(Guyane)-ギュイヤンヌ・フランセーズ地域圏 | カイエンヌ                         | 南米大陸のカリブ海沿岸     |
| 974  | レユニオン県(Réunion)-レユニオン地域圏                                                    | サン＝ドニ                         | インド洋、マダガスカルの東 |
| 976  | マヨット海外県※1(Mayotte)                                                                 | ザウジ（法律上）、マムズ（事実上） | インド洋、マダガスカル北西 |

※1 2009年選挙の後、マヨットは、2011年にフランスの海外県となった

#### 海外準県・海外領土
| 番号 | 地域名                                                                                          | 首府           | 備考                 |
| ---- | ----------------------------------------------------------------------------------------------- | -------------- | -------------------- |
| 975  | サンピエール島・ミクロン島海外準県(COM Collectivité Territoriale Saint-Pierre-et-Miquelon)      | サン＝ピエール | 北大西洋、カナダの東 |
| 986  | ウォリス・フツナ海外準県(COM Territoire Wallis et Futuna)                                       | マタウトゥ     | オセアニア           |
| 987  | フランス領ポリネシア海外領邦(POM Polynésie Française)                                           | パペーテ       | オセアニア           |
| 988  | ニューカレドニア（ヌーヴェルカレドニー特別共同体）(Collectivité sui generis Nouvelle-Calédonie) | ヌーメア       | オセアニア           |
| 977  | サン・バルテルミー海外準県※2(COM Collectivité Territoriale Saint Barthélemy)                    | グスタビア     | カリブ海             |
| 978  | サン・マルタン海外準県※3(COM Collectivité Territoriale Saint Martin)                            | マリゴ         | カリブ海             |

※2,3 2003年の選挙の結果、2007年2月22日にグアドループ県から独立。

#### その他の海外の領土（主に無人島群から成る）
| 番号 | 地域名                     | 備考                                     |
| ---- | -------------------------- | ---------------------------------------- |
| 984  | フランス領南方・南極地域※4 | インド洋南方および南極海の島々と南極大陸 |
| 989  | クリッパートン島※5         | 太平洋、メキシコ南西                     |

※4 アムステルダム島、サンポール島、クローゼー諸島、ケルゲレン諸島、アデリーランド（デュモン・デュルヴィル基地）、インド洋無人島群（マダガスカル島周辺のバサス・ダ・インディア、ユローパ島、グロリオソ諸島、フアン・デ・ノヴァ島、トロメリン島）から成る。

※5 軍事施設や研究施設があり、そこに駐在する人がいる。

## 地理・歴史・言語・統治形態において留意・補足のある地方・地域

### フランス内
- オクシタニア（ラングドック） - オック語（フランス語に発達したオイル語に対する）話者の土地。南仏を中心に隣接するイタリア・スペインの一部地域に広がる。歴史・地理・言語的にカタルーニャとの結びつきが深い。
- コルス島 - 地中海北部の島嶼。歴史・地理・言語的にイタリアのトスカーナ、リグリア（ジェノヴァ）、サルデーニャ島と関係が深い。
- アルザス＝ロレーヌ - 歴史的にアルザス語話者の土地。ドイツと関係が深い。
- ブルターニュ半島 - 歴史的に島嶼ケルト語の一つブルトン語話者の土地。15世紀まで独立国家のブルターニュ公国であった。
- フランス領バスク - スペインとの国境を跨いで広がるバスク文化圏、バスク語話者の土地。フランス側ではピレネー＝アトランティック県の一部を占める。
- ルシヨン - スペインのカタルーニャ州と同じカタルーニャ語を話す文化圏に属する。長い間バルセロナ伯を君主とするカタルーニャ君主国の一部であった。
- フェザント島 - フランスとスペインが共同統治

※フランス語分けてもオイル語内の方言、シャンパーニュ語、ガロ語、ピカルディ語、ノルマン語、及びワロン語などの話者の分布にもとづく地方性・地域性についても留意。

### フランス周辺
- モナコ - 外交・国防に関してフランスと特別な関係
- アンドラ - スペインのウルヘル司教とフランス大統領が共同国家元首
- リビア (スペイン) - フランスに取り囲まれて位置するスペインの飛地領土